# NK Jedinstvo Sveti Križ Začretje
NK Jedinstvo je nogometni klub iz mjesta Sveti Križ Začretje.
Trenutačno se natječe u 1. ŽNL Krapinsko-zagorskoj.

## Povijest
Klub je registriran 1. srpnja 1941. g. pod nazivom ZAŠK – Začretski akademski školski klub nakon što je grupa nogometnih entuzijasta predvođena Mirkom Krsnikom i Ivanom Grozajom ustanovila Pravila kluba. Rad kluba bio je privremeno prekinut zbog početka Drugog svjetskog rata na prostorima Hrvatske. Prvo igralište bilo je sajmište na kojem je kasnije uređeno igralište, a koje se nalazilo na mjestu današnjeg zadružnog doma. 
Nakon Drugog svjetskog rata, 7. listopada 1945., osnovano je "Omladinsko fiskulturno društvo RADOST" čiji je prvi predsjednik bio Franjo Krsnik. 1946. godine počinje gradnja zadružnog doma zbog čega je prekinuto igranje nogometa, a klub se orijentirao na druge sportove: odbojku, stolni tenis, atletiku i drugo. Igrači Radosti pak su natjecateljski nogomet nastavili igrati u nogometnom klubu Zagorec iz Krapine. 
U Sv. Križu Začretje natjecateljski se nogomet nastavio igrati od proljeća 1950. godine kada je uređeno novo igralište na dvije privatne livade, gdje se sada nalaze privatne kuće. U jesen iste godine klub se uključuje u prvenstvo i kup, a 1951. godine u Prelogu igra utakmicu kupa kao pobjednik Varaždinskog nogometnog saveza. 
Klub dobiva svoje današnje ime "Jedinstvo" na godišnjoj skupštini 1952. godine. Sljedeće 1953. godine klub je ponovno morao seliti svoje igralište na teren u blizini groblja koje je ustupila Poljoprivredna zadruga, a na kojem se igralo do 1978. godine. Klub napušta devetero igrača 1976. godine i osnivaju nogometni klub "Vatrogasac" u Brezovi, nakon čega se "Jedinstvo" fokusiralo na juniore. 
Današnje igralište kluba otvoreno je 19. kolovoza 1978. godine, a izgrađeno je uz pomoć SIZ-a za fizičku kulturu općine Zabok, Poljoprivredne zadruge Začretje i mnogih obrtnika.
Prvi trener kluba bio je Slavko Biljan, a do čijeg dolaska su treninge vodili stariji igrači Franjo Krsnik (koji kasnije postaje trener, nakon što je prestao igrati) i Zvonimir Cizel.

## Vanjske poveznice
- Službena Facebook stranica kluba
- Kratka povijest kluba
- HNS Semafor
- Raspored utakmica
- Nogometni leksikon